# 2. Ringer-Bundesliga
Die 2. Ringer-Bundesliga (offiziell DRB BIRTAT 2. Bundesliga) ist die zweithöchste Kampfklasse im Mannschafts-Ringen in Deutschland. Die Vereine der Liga ringen in zwei Staffeln.

## Geschichte
Die 2. Ringer-Bundesliga entstand 1978 durch Umbenennung der damaligen Regionalligen, die in die Staffeln Süd, Südwest, Mitte und Nordwest aufgeteilt waren und die höchste Spielklasse unter der Ringer-Bundesliga bildeten.
2016 gab der DRB, Ausrichter der 1. und 2. Bundesliga, seinen Maßnahmenplan bekannt, der die Zusammenlegung der beiden höchsten Ringer-Spielklassen zur Saison 2017/18 vorsah. Damit war die Saison 2016/17 die vorerst letzte der 2. Bundesliga. In der Folge wurden die von den Ringer-Landesverbändenden organisierten Regional- beziehungsweise Oberligen zu den zweithöchsten Ringer-Ligen.
2019 wurde bekanntgegeben, dass die Wiedereinführung einer zweigleisigen 2. Bundesliga für die Saison 2020/2021 geplant sei. Durch die COVID-19-Pandemie verschob sich die Wiedereinführung der Liga um zwei Saisons und erfolgte schließlich im September 2022.

## Modus
Die zweite Bundesliga ist ab der Saison 2022/23 aus den Staffeln Nord und Süd zusammengesetzt, denen jeweils acht Mannschaften zugeordnet sind. Die beiden Staffelsieger sowie die Zweitplatzierten steigen in die 1. Bundesliga auf. Die Achtplatzierten steigen direkt ab, die beiden Siebtplatzierten treten in Relegationskämpfen an, deren Verlierer ebenfalls absteigt.

## Zweitligameister zwischen 2001 und 2017 und ab 2022
| Saison  | Staffel West              | Staffel Ost                   | Staffel Süd              |
| ------- | ------------------------- | ----------------------------- | ------------------------ |
| 2000/01 | KSK Konkordia 1924 Neuss  | TuS Jena                      | ASV Schorndorf           |
| 2001/02 | AC Siegfried Heusweiler   | FC Erzgebirge Aue             | TuS Adelhausen           |
| 2002/03 | ASV Hüttigweiler          | KG Rostock/Warnemünde *       | SC Anger                 |
| 2003/04 | KSC Germania 07 Hösbach   | KG Auerbach/Chemnitz **       | KSV Ketsch               |
| 2004/05 | SC Siegfried Kleinostheim | KG Frankfurt/Eisenhüttenstadt | SV Wacker Burghausen     |
| 2005/06 | SC Frankonia Großostheim  | TuS Jena                      | SV St. Johannis Nürnberg |

In der Saison 2006/07 war der Ligabetrieb viergleisig.
| Saison  | Staffel Nordost            | Staffel West   | Staffel Südwest | Staffel Südost |
| ------- | -------------------------- | -------------- | --------------- | -------------- |
| 2006/07 | AV Germania Markneukirchen | ASV Mainz 1888 | TuS Adelhausen  | ASV Hof        |

Nur eine Saison später wurde bereits wieder auf Dreigleisigkeit umgestellt. Die Staffel Mitte wurde zur Saison 2014/15 zur Staffel West.
| Saison  | Staffel Nord               | Staffel Mitte/West         | Staffel Süd          |
| ------- | -------------------------- | -------------------------- | -------------------- |
| 2007/08 | AC Lichtenfels             | TV Aachen-Walheim          | ASV Nendingen        |
| 2008/09 | AV Germania Markneukirchen | KSV Seeheim                | RG Hausen-Zell       |
| 2009/10 | SV St. Johannis 07         | TKSV Duisdorf              | TSV Musberg          |
| 2010/11 | SV Untergriesbach          | RWG Mömbris-Königshofen II | TuS Adelhausen       |
| 2011/12 | WKG Leipzig/Taucha *       | RWG Mömbris-Königshofen II | SV Triberg           |
| 2012/13 | FC Erzgebirge Aue          | TV Aachen-Walheim          | VfK Schifferstadt    |
| 2013/14 | RSV Rotation Greiz         | KSV Witten 07              | TSV Westendorf       |
| 2014/15 | RV Lübtheen                | KSV Ispringen              | SV St. Johannis 07   |
| 2015/16 | RSV Rotation Greiz         | KSV Witten 07              | SV Wacker Burghausen |
| 2016/17 | RSV Rotation Greiz         | KSV Witten 07              | SV Wacker Burghausen |

Nach der Wiedereinführung der 2. Bundesliga im Jahr 2022 ging es mit zwei Staffeln weiter.
| Saison | Staffel Nord        | Staffel Süd                    |
| ------ | ------------------- | ------------------------------ |
| 2022   | KSK Konkordia Neuss | KG Baienfurt-Ravensburg-Vogt * |
| 2023   | AC Heusweiler       | SVG 04 Weingarten              |

2024          Staffel Ost                             Staffel West

RSV Rotation Greiz               AC Heusweiler